# Natação no Campeonato Europeu de Esportes Aquáticos de 2022 - 200 m livre feminino
A prova dos 200 metros nado livre feminino da natação no Campeonato Europeu de Esportes Aquáticos de 2022 ocorreu nos dias 13 e 14 de agosto no Foro Italico, em Roma na Itália. 

## Calendário
| Fase          | Data         | Hora  |
| ------------- | ------------ | ----- |
| Eliminatórias | 13 de agosto | 09:00 |
| Semifinal     | 13 de agosto | 18:00 |
| Final         | 14 de agosto | 19:08 |

Todos os horários estão no horário local (UTC+1)

## Recordes
Antes desta competição, os recordes eram os seguintes:
|                       | Nadadora            | Tempo   | Local   | Data                |
| --------------------- | ------------------- | ------- | ------- | ------------------- |
| Recorde mundial       | Federica Pellegrini | 1:52.98 | Roma    | 29 de julho de 2009 |
| Recorde europeu       | Federica Pellegrini | 1:52.98 | Roma    | 29 de julho de 2009 |
| Recorde do campeonato | Charlotte Bonnet    | 1:54.95 | Glasgow | 6 de agosto de 2018 |

## Medalhistas
| Ouro                     | Prata                | Bronze                  |
| Marrit Steenbergen (NED) | Freya Anderson (GBR) | Isabel Marie Gose (GER) |

## Resultados

### Eliminatórias
Esses foram os resultados das eliminatórias.
| Pos. | Bateria | Raia | Nadadora                 | Nacionalidade | Tempo   | Notas  |
| ---- | ------- | ---- | ------------------------ | ------------- | ------- | ------ |
| 1    | 4       | 5    | Isabel Marie Gose        | Alemanha      | 1:59.17 | Q      |
| 2    | 2       | 4    | Janja Šegel              | Eslovênia     | 1:59.48 | Q      |
| 3    | 2       | 3    | Aleksandra Polańska      | Polónia       | 1:59.55 | Q      |
| 4    | 2       | 6    | Imani de Jong            | Países Baixos | 1:59.57 | Q      |
| 5    | 2       | 5    | Nikolett Pádár           | Hungria       | 1:59.62 | Q      |
| 6    | 3       | 3    | Marrit Steenbergen       | Países Baixos | 2:00.01 | Q      |
| 7    | 4       | 3    | Valentine Dumont         | Bélgica       | 2:00.12 | Q      |
| 8    | 4       | 4    | Freya Anderson           | Reino Unido   | 2:00.14 | Q      |
| 9    | 3       | 4    | Charlotte Bonnet         | França        | 2:00.21 | Q      |
| 10   | 4       | 6    | Silke Holkenborg         | Países Baixos | 2:00.35 |        |
| 11   | 3       | 5    | Katja Fain               | Eslovênia     | 2:00.40 | Q      |
| 12   | 4       | 7    | Antonietta Cesarano      | Itália        | 2:00.44 | Q      |
| 13   | 4       | 2    | Julia Mrozinski          | Alemanha      | 2:00.59 | Q      |
| 14   | 2       | 2    | Alice Mizzau             | Itália        | 2:00.67 | Q      |
| 15   | 3       | 6    | Ajna Késely              | Hungria       | 2:01.08 | Q, RET |
| 16   | 1       | 3    | Karyna Snitko            | Ucrânia       | 2:01.49 | Q      |
| 17   | 2       | 7    | Noemi Cesarano           | Itália        | 2:01.56 |        |
| 18   | 3       | 7    | Linda Caponi             | Itália        | 2:01.81 |        |
| 19   | 3       | 0    | Ainhoa Campabadal        | Espanha       | 2:01.88 | Q      |
| 20   | 4       | 8    | Snæfríður Jórunnardóttir | Islândia      | 2:02.00 | Q      |
| 21   | 3       | 1    | Océane Carnez            | França        | 2:02.19 |        |
| 22   | 2       | 0    | Victoria Catterson       | Irlanda       | 2:02.56 |        |
| 23   | 2       | 8    | Marina Heller Hansen     | Dinamarca     | 2:02.89 |        |
| 24   | 1       | 4    | Hanna Bergman            | Suécia        | 2:02.91 |        |
| 25   | 1       | 7    | Lena Opatril             | Áustria       | 2:03.13 |        |
| 26   | 3       | 8    | Aleksandra Knop          | Polónia       | 2:03.15 |        |
| 27   | 4       | 9    | Monique Olivier          | Luxemburgo    | 2:03.36 |        |
| 28   | 2       | 1    | Janna van Kooten         | Países Baixos | 2:03.49 |        |
| 29   | 2       | 9    | Marta Klimek             | Polónia       | 2:03.68 |        |
| 30   | 4       | 1    | Daria Golovati           | Israel        | 2:03.82 |        |
| 31   | 1       | 2    | Alicia Lundblad          | Suécia        | 2:03.85 |        |
| 32   | 4       | 0    | Sofia Åstedt             | Suécia        | 2:03.88 |        |
| 33   | 1       | 8    | Caroline Wiuff Jensen    | Dinamarca     | 2:04.06 |        |
| 34   | 1       | 1    | Elvira Mörtstrand        | Suécia        | 2:04.25 |        |
| 35   | 1       | 5    | Aleksa Gold              | Estónia       | 2:04.42 |        |
| 36   | 1       | 6    | Zhanet Angelova          | Bulgária      | 2:04.85 |        |
| 37   | 3       | 9    | Wiktoria Guść            | Polónia       | 2:04.99 |        |
| 38   | 3       | 2    | Tamryn van Selm          | Reino Unido   | 2:05.82 |        |
| 39   | 1       | 0    | Ani Poghosyan            | Armênia       | 2:08.22 |        |
| 40   | 1       | 9    | Sara Dande               | Albânia       | 2:17.55 |        |

### Semifinal
Esses foram os resultados das semifinais. 
| Pos. | Bateria | Raia | Nadadora                 | Nacionalidade | Tempo   | Notas |
| ---- | ------- | ---- | ------------------------ | ------------- | ------- | ----- |
| 1    | 1       | 3    | Marrit Steenbergen       | Países Baixos | 1:57.40 | Q     |
| 2    | 2       | 4    | Isabel Marie Gose        | Alemanha      | 1:57.70 | Q     |
| 3    | 2       | 2    | Charlotte Bonnet         | França        | 1:57.73 | Q     |
| 4    | 1       | 6    | Freya Anderson           | Reino Unido   | 1:57.76 | Q     |
| 5    | 2       | 3    | Nikolett Pádár           | Hungria       | 1:57.80 | q     |
| 6    | 1       | 4    | Janja Šegel              | Eslovênia     | 1:57.94 | q     |
| 7    | 1       | 2    | Katja Fain               | Eslovênia     | 1:58.25 | q     |
| 8    | 2       | 5    | Aleksandra Polańska      | Polónia       | 1:58.87 | q     |
| 9    | 2       | 6    | Valentine Dumont         | Bélgica       | 1:59.50 |       |
| 10   | 2       | 5    | Imani de Jong            | Países Baixos | 1:59.56 |       |
| 11   | 2       | 1    | Alice Mizzau             | Itália        | 1:59.59 |       |
| 12   | 2       | 7    | Antonietta Cesarano      | Itália        | 1:59.84 |       |
| 13   | 1       | 7    | Julia Mrozinski          | Alemanha      | 2:00.37 |       |
| 14   | 2       | 8    | Ainhoa Campabadal        | Espanha       | 2:01.34 |       |
| 15   | 1       | 8    | Snæfríður Jórunnardóttir | Islândia      | 2:01.70 |       |
| 16   | 1       | 1    | Karyna Snitko            | Ucrânia       | 2:02.42 |       |

### Final
Esse foi o resultado da final. 
| Pos.              | Raia | Nadadora            | Nacionalidade | Tempo   | Notas |
| ----------------- | ---- | ------------------- | ------------- | ------- | ----- |
| Medalha de ouro   | 4    | Marrit Steenbergen  | Países Baixos | 1:56.36 |       |
| Medalha de prata  | 6    | Freya Anderson      | Reino Unido   | 1:56.52 |       |
| Medalha de bronze | 5    | Isabel Marie Gose   | Alemanha      | 1:57.09 |       |
| 4                 | 7    | Janja Šegel         | Eslovênia     | 1:57.51 |       |
| 5                 | 1    | Katja Fain          | Eslovênia     | 1:57.68 |       |
| 6                 | 8    | Aleksandra Polańska | Polónia       | 1:58.40 |       |
| 7                 | 3    | Charlotte Bonnet    | França        | 1:58.77 |       |
| 8                 | 2    | Nikolett Pádár      | Hungria       | 1:58.87 |       |

Legenda
| Recorde mundial       | Recorde mundial (World record)               |                       | Recorde africano                      | Recorde africano (African) |                                           | Q | Classificado por posição (Qualified) |
| Recorde do campeonato | Recorde do campeonato (Championship record)  | Recorde da América    | Recorde da América (Americas)         | q                          | Classificado por melhor tempo (Qualified) |   |                                      |
| Melhor marca do ano   | Melhor marca do ano (World leading)          | Recorde asiático      | Recorde asiático (Asian)              | DNS                        | Não largou (Did not start)                |   |                                      |
| Recorde nacional      | Recorde nacional (National record)           | Recorde europeu       | Recorde europeu (European)            | DNF                        | Não terminou (Did not finish)             |   |                                      |
| Recorde pessoal       | Recorde pessoal do atleta (Personal best)    | Recorde da Oceania    | Recorde da Oceania (Oceania)          | DSQ / DQ                   | Desclassificado (Disqualified)            |   |                                      |
| Recorde da temporada  | Recorde da temporada do atleta (Season best) | Recorde sul-americano | Recorde sul-americano (South America) | NM                         | Sem marca (No mark)                       |   |                                      |